# Управляющий совет Амбазонии
Управля́ющий сове́т Амбазо́нии (англ. Ambazonia Governing Council) — сепаратистская организация, претендующая на управление самопровозглашённым государством Амбазония и конкурирующая за это право с Временным правительством Амбазонии. Является одной из самых влиятельных организаций на территории Южного Камеруна. Основана в 2013 году.

## Формирование
УСА была сформирована в 2013 году в результате частичного, либо полного слияния Молодёжной лиги Южного Камеруна, Национального совета Южного Камеруна, Движения за восстановление Южного Камеруна, Народной организации Южного Камеруна. Главенствующую над организацией роль занимает радикальный МЛЮК, а лидером организации является бывший генеральный секретарь МЛЮК — Айаба Лукас.
УСА с самого основания выступала за радикализацию движения и сыграла ключевую роль в начале вооружённого конфликта, раидкализовав протесты до фактического развязывания войны с Камеруном. Так, уже 9 сентября 2017 года, УСА заявила о формировании своих вооружённых сил — Силы самообороны Амбазонии, которые в этот же день совершили налёт на военную базу Камеруна в провинции Манью, в результате чего погибло три жандарма. Чуть позже, широкий фронт, представляющий большинство сепаратистских и федералистских движений на территории Южного Камеруна сформируют альтернативное и более официальное УСА правительство — Временное правительство Амбазонии, которое до 2018 года будет выступать против открытой войны с Камеруном.

## Деятельность и цели
УСА является обособленной от Временного Правительства структурой и крайне нежелательно отзывается на попытки укрепления связей с оным, несмотря на то, что ВП официально поддерживает её деятельность. Также УСА демонстративно отказывалась присутствовать на Всенародной конференции Южного Камеруна в США, Вашингтоне, округе Колумбия и не вошла в состав Южно-Камерунского освободительного комитета. Однако она была на Брюссельской конференции в мае 2019 года и приняла его постановление об объединении всех Амбазонских движений в единую структуру. 
В июне того же года присоединилась и начала проявлять значимое участие в политическом кризисе, поддержав в нём арестованного Сису Аюка Табе, выступая резко против стремительно повышающего своё влияние Икоме Сако. Однако УСА придерживается скорее прагматичной, а не политически ангажированной стратегии, так-как уже в 2020 году, когда Аюк Табе провёл заседание с Камеруном по-поводу прекращения огня, УСА поддержала Икоме Сако, отказавшись признавать такие переговоры законными, так-как Аюк Табе, будучи заключённым, не может представлять целое государство и вести от лица всех движений переговоры.
После активизации повстанчества в Нигерии, УСА заключила союз с Коренными народами Бифары. Также, УСА и КНБ заявили, что начнут активную фазу противостояния и союза только тогда, когда остальной Камерун восстанет против Поля Бийи, пообещав поддержать восставших. Временное Правительство, а также другие группировки КНБ и Амабзонии осудили данный союз и назвали неприемлемым вынос войн за независимость на межгосударственный уровень.
УСА провозглашает своими основополагающими целями освобождение Южного Камеруна от незаконной оккупации, формирование и становление независимого государства Амбазония, а также формирования на её территории демократического, миролюбивого правительства.

## Состав
УСА состоит из следующих подведомственных департаментов: 
- Кабинет президента УСА — президент Аябо Чо Лукас; вице-президент — Нуах Юлиус;
- Управляющий Совет — генеральный секретарь — Обадиа Муа; председатель УСА — Нджинкенг Фуабе;

- Военный совет (Силы самообороны Амбазонии) — председатель Бенедикт Куа;
- Департамент управления образованием — вакантно;
- Департамент прав человека и человеческих ресурсов — вакантно;
- Департамент финансов — вакантно;
- Департамент иностранных дел — Ларри Аямба;
- Департамент коммуникаций и технологий — Виктори Кхан;
- Департамент внутренних дел (Совет НацБезопасности) — Гарсия Мишель;
- Департамент экономического развития — вакантно;